# Line Mode Browser
Line Mode Browser (ook wel bekend als LMB, WWWLib of www) is de tweede webbrowser die ooit gemaakt is.
De browser is een tekstgebaseerde browser voor de opdrachtregel en kan op vele computers en computerterminals worden gebruikt omdat de browser eenvoudig te porteren is.
De ontwikkeling begon in 1990 bij CERN, maar werd later voortgezet bij het World Wide Web Consortium (W3C) als voorbeeldprogramma van de libwww-bibliotheek.
Line Mode Browser is beschikbaar voor Apollo/Domain, IBM RS/6000, DECstation/Ultrix, VAX/VMS, VAX/Ultrix, MS-DOS
, Unix, Windows, macOS (zowel Klassiek als OS X), Linux, MVS en FreeBSD.

## Etymologie
De naam Line Mode Browser verwijst naar het feit dat de browser tekstgebaseerd is en dus ook werkte op de computerterminals uit de beginjaren van het wereldwijde web. Die konden namelijk alleen tekst weergeven en geen afbeeldingen.

## Geschiedenis
Een van de fundamentele concepten van het "wereldwijde web" van CERN was "platform-onafhankelijkeid". In 1990 had Tim Berners-Lee de allereerste webbrowser ter wereld, WorldWideWeb (later: Nexus), gemaakt maar die browser werkte alleen op NeXT-computers en die werden niet op veel plekken gebruikt. Berners-Lee en zijn team kregen het niet voor elkaar om WorldWideWeb naar het X Window System te porteren omdat ze daar geen ervaring mee hadden. Het team nam daarom Nicola Pellow in de arm, een wiskundestudent die stage liep bij CERN. Hij kreeg de opdracht om een passieve webbrowser te maken, eentje die zó eenvoudig in elkaar stak dat porteren naar andere computers eenvoudig was. De ontwikkeling van LMB begon november 1990 en in december 1990 werd de browser voor het eerst gepresenteerd.
Tijdens de ontwikkeling werd gebruikgemaakt van het PRIAM-project, (PRojet Interdivisionnaire d'Assistance aux Microprocesseurs). Dit project had als doel microprocessorontwikkeling binnen CERN te standaardiseren.
Line Mode Browser moest in korte tijd worden ontwikkeld; daarom werd de browser geschreven in een dialect van de programmeertaal C. De keuze voor een dialect was pragmatisch aangezien de officiële standaard ANSI C nog niet op alle platformen beschikbaar was.
LMB werd in eerste instantie in maart 1991 als alfaversie uitgebracht voor VAX-, RS/6000- en Sun-4-computers. Voorafgaand aan de uitgave werd de browser in CERNLIB geïntegreerd voor gebruik door de deeltjesfysicateams. De eerste bètaversie verscheen op 8 april 1991.
Berners-Lee kondigde de eerste publieke versie in augustus 1991 aan in de alt.hypertext-nieuwsgroep op Usenet. Vanaf dat moment konden gebruikers wereldwijd surfen op het internet. Hiervoor moest wel met behulp van telnet verbinding worden gemaakt met info.cern.ch (de allereerste webserver).
De populariteit van het wereldwijde web begon snel toe te nemen waardoor ook CERN en andere laboratoria, waaronder DESY in Duitsland, (meer) interesse begonnen te tonen.
De eerste stabiele versie, 1.1, werd in januari 1992 uitgebracht. Sinds versie 1.2l - uitgebracht in oktober 1992 - maakte de browser gebruik van de zogeheten common code library (later: libwww). De hoofdontwikkelaar van LMB, Pellow, was intussen begonnen aan een nieuw project genaamd MacWWW. In de nieuwsbrief May 1993 World Wide Web Newsletter deelde Berners-Lee mede dat de broncode van LMB op het publiek domein was geplaatst zodat porteren naar andere systemen eenvoudig door of in samenwerking met anderen kon worden gedaan. Op 21 maart 1995 verscheen versie 3.0. Sinds die versie werd het onderhoud uitbesteed aan het W3C. Line Mode Browser maakt sinds 1995 tevens deel uit van de libwww-bibliotheek.
Line Mode Browser was in de begintijd van het wereldwijde web erg populair omdat het de enige webbrowser was die beschikbaar was voor alle gangbare besturingssystemen uit die tijd.. Statistieken uit januari 1994 toonden aan de populariteit van LMB afnam. Grafische webbrowser Mosaic was op dat moment de populairste browser; slechts 2% gebruikte nog Line Mode Browser. Bovendien kreeg LMB op het gebied van tekstgebaseerde browsers grote concurrentie van Lynx. Dit was vooral te wijten aan het feit dat Lynx flexibeler was en meer instellingen had.

## Werkwijze
LMB was ontworpen om op elk besturingssysteem dat op computerterminals draaide te werken. De gebruikersomgeving moest daarom zo eenvoudig mogelijk zijn. Gebruikers kregen na het openen een opdrachtregel met Uniform Resource Locator (url-balk) te zien. Vervolgens verscheen de opgevraagde website regel voor regel op het scherm, vergelijkbaar met een teleprinter. Websites werden met behulp van de eerste versies van HTML getoond. De tekstopmaak bestond uit hoofdletters, inspringingen en nieuwe regels. Koppen waren gecentreerd en gescheiden van de rest van de tekst door middel van blanco regels.
Navigatie vond plaats met behulp van opdrachten die moesten worden ingetikt.
Naast elke link werden getallen tussen rechte haken getoond. Door het intikken van een nummer werd de link in kwestie geopend.
In tegenstelling tot de allereerste webbrowser, WorldWideWeb, beschikte LMB niet over een bewerkfunctie. Websites konden dus alleen worden bekeken, maar niet bewerkt. Robert Cailliau, een van de ontwikkelaars, zei er later het volgende over:
"Achteraf gezien was de grootste fout die we hebben gemaakt het openbaarmaken van Line-Mode Browser. Internetpioniers kregen weliswaar sneller toegang tot websites, maar konden ze vervolgens niet bewerken."

## Functies
LMB heeft ondersteuning voor diverse protocollen, waaronder FTP, Gopher, HTTP, NNTP en WAIS.
Ook ondersteunt de browser rlogin, telnet, hyperlinks, Cyrillische tekens (sinds versie 2.15) en de mogelijkheid om een proxyclient in te stellen. Ook kan de browser als achtergrondproces worden uitgevoerd en bestanden downloaden. LMB

### Beperkingen
LMB heeft moeite met het herkennen van typografische tekens in XML en HTML, pagina's met witruimtes, tabellen en frames.